# رود کامیزیاک
رود کامیزیاک (به لاتین: Kamyzyak) یک رود و شاخابه در روسیه است که در استان آستراخان واقع شده‌است.